# Philipsburg
Philipsburg é a capital de São Martinho, a parte neerlandesa da Ilha de São Martinho. Situada sobre a Groot Baai (Grande Baía).

## Demografia
Em 2004 tinha uma população estimada em 17.000 habitantes. Para 2006, se estimou uma população de 18.200 habitantes, seu crescimento populacional é alto devido à imigração de dominicanos, haitianos e venezuelanos.

## Línguas
A língua oficial é a neerlandês, no entanto, é muito usual encontrar pessoas que falam em  francês, espanhol,  inglês, papiamento, sranan tongo e  português.